# کارمین
کارمین همچنین به‌نام‌های کوشینیل (وقتی از حشره‌ی کوشینیل استخراج می‌شود)، عصاره‌ی کوشینیل، دریاچه‌ی زرشک یا دریاچه‌ی کارمین نیز شناخته می‌شود. این ماده رنگدانه‌ای به رنگ قرمز روشن است که از کمپلکس آلومینیوم مشتق شده و از اسید کارمینیک به دست می‌آید. نام‌های کد خاص برای این رنگدانه شامل قرمز طبیعی ۴، CI ۷۵۴۷۰ یا E120 می‌باشد. کارمین همچنین یک اصطلاح عمومی برای رنگ قرمز تیره است.